# Gheorghe Pop de Băsești
Gheorghe Pop de Băsești, másképpen George Pop de Băsești, ismert becenevén Badea George vagy Badea Gheorghe (magyar forrásokban Illésfalvi Pap György vagy Ilyefalvi Pap György) (Szilágyillésfalva, 1835. augusztus 1. – Szilágyillésfalva, 1919. február 23.) erdélyi román politikus, a Román Nemzeti Párt alelnöke (1881–1902) majd elnöke (1902–1919), az Erdély és Román Királyság egyesülését kimondó gyulafehérvári román nagygyűlés elnöke.

## Családja
Kisnemesi családból származott, szülei Petru Pop de Băsești [Illésfalvi Pap Péter] (1815–1865) közép-szolnoki esküdt és a Szatmár vármegyei Susana Pop de Turț [Pap Zsuzsa]  voltak. Az  Illésfalvi Pap családot már egy 1668-ban kelt birtokadományozási okirat említette, amelyben I. Apafi Mihály megerősítette Illésfalvi Pap Istvánt a Thököly Imre által adományozott alsóvárcai és illésfalvi birtokaiban.
1860-ban házasodott össze Losonczi Máriával, akitől két gyermeke született: Maria Carolina (aki egy éves korában hunyt el 1862. január 16-án) és Elena (1862–1940). Egyes források szerint az asszony, báró Sebesi özvegye, már 1859-ben, házasságkötésük előtt szült neki egy Ana nevű lányt.

## Élete

### Tanulmányai és pályafutásának kezdete
A középiskolát Nagybányán és Nagyváradon végezte, majd a nagyváradi jogakadémián folytatta tanulmányait.
Miután 1859-ben végzett a jogakadémián, tisztviselőként helyezkedett el, de rövidesen besorozták az osztrák császári hadseregbe, és  1859–1860-ban a szárd–francia–osztrák háborúban harcolt.
1860-ban, miután felmentették az aktív szolgálatból, visszatért hazájába, ahol előbb jegyzőként, majd bíróként dolgozott Hadadon.

### Politikai tevékenysége

#### Magyar országgyűlés
1872. június 22-én magyar országgyűlési képviselővé választották a szilágycsehi körzetben, és ugyanott újraválasztották 1875-ben és 1878-ban. Az erdélyi románok jogait képviselve Pop de Băsești erőteljesen tiltakozott az 1867-es kiegyezés következményei, valamint az 1868-as és 1879-es oktatási törvények, a nemzetiségi törvény, a választójogi és sajtótörvény által folytatott magyarosítási politika ellen, összehasonlítva a magyarországi románok és az Egyesült Királyságbeli írek helyzetét. 1879-ben a Trefort Ágoston-féle oktatási törvény elfogadásakor Pop de Băsești a következőket mondta: "ha bűn megkísérelni elvenni egy ember életét, akkor a jelen törvényt tekintve még nagyobb bűn megkísérelni elvenni egy nép életét, vagy még inkább több népéét, a Szent István Koronájának Országainak összes népéét."
1879-ben Pop de Băsești kilépett a Függetlenségi Pártból, ahol alelnöki tisztséget viselt, mivel már nem hitt abban, hogy a románok és magyarok érdekeit össze lehetne egyeztetni. Tisza Kálmán próbálta meggyőzni, hogy lépjen be az általa vezetett Szabadelvű Pártba, de ezt Pop de Băsești elutasította.

#### Román Nemzeti Párt
Ezt követően Pop de Băsești belépett az Erdélyi Román Nemzeti Pártba. Részt vett az 1881. május 12–14. között Nagyszebenben tartott konferencián, amely szentesítette az Erdélyi Román Nemzeti Párt és a Bánsági Román Nemzeti Párt egyesülését Román Nemzeti Pártként. Beválasztották a párt végrehajtó bizottságába, ahol Szilágy, Szatmár és Máramaros vármegyék koordinációáért felelt.
Az 1881-es magyar országgyűlési választásokon ismét a szilágycsehi körzetben indult, de vesztett. Ezt követően nem indult újra a választásokon egészen 1905-ig, amikor a Román Nemzeti Párt felhagyott a politikai passzivizmussal.

#### Az 1892. évi memorandum

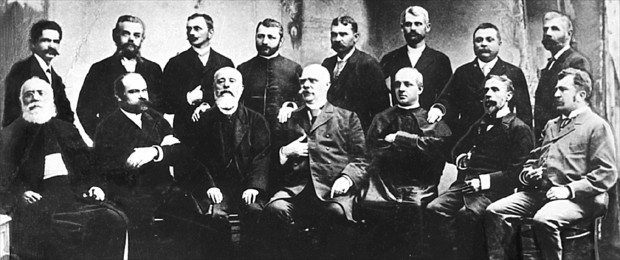
A memorandum aláírói (Gheorghe Pop de Băsești az alsó sorban balról a harmadik)

A Román Nemzeti Párt 1887-es országos konferenciáján a résztvevők aggodalmukat fejezték ki a magyarországi románság romló helyzetével kapcsolatban, és elhatározták, hogy beadványt írnak az osztrák császárnak, amelyben felsorolják panaszaikat a kiegyezés következményeit illetően: a diszkriminációt és a magyarosítást, az elégtelen képviseletet a magyar országgyűlésben az új választójogi törvény szerint. A következő országos konferencián (1890) azonban úgy döntöttek, hogy a beadványt egy kedvezőbb időpontra halasztják. A döntés következtében 1891. novemberben Pop de Băsești lemondásra szólította fel a párt elnökét, Vincențiu Babeșt, azzal érvelve, hogy a párt vezetését egy nyugodt temperamentumú és mindenekelőtt teljesen független, a saját eszméinek és meggyőződésének uralma alatt álló, megnyugtató személynek kell átvennie. Felhívására 1892-ben a párt küldöttei Ioan Raţiut választották elnökké és Pop de Băsești-et alelnökké. Az új vezetők Vasile Lucaciut és Iuliu Coroianut bízták meg a kérelem megfogalmazásával és közzétételével. Az Erdélyi memorandum című dokumentumot a Román Nemzeti Párt 1892. március 25-én hagyta jóvá, és 1892. május 28-án a párt 237 küldötte (köztük Pop de Băsești) vitte el Bécsbe, hogy ott lepecsételt borítékban átadják I. Ferenc József császárnak. A magyar kormány kérésére a császár nem fogadta a küldöttséget, és a kibontatlan borítékot a magyar miniszterelnöknek továbbította, aki visszaküldette a feladónak, Ioan Rațiunak.
A visszautasítást követően a Román Nemzeti Párt a sajtóban tette közzé a memorandumot. A magyar kormány 1893. májusban pert indított a párt elnöke, Ioan Raţiu, alelnöke, Gheorghe Pop de Băsești, valamint titkárai, Vasile Lucaciu és Septimiu Albini ellen, illetve a párt több vezetője ellen, akik elismerték, hogy közük volt a dokumentum megfogalmazásához és megjelentetéséhez.
1894. május 7-én a párt 14 vezetője ellen, beleértve Pop de Băsești-et, megindult a tárgyalás Kolozsváron különböző vádakkal, garázdaságtól egészen a  hazaárulásig. 1894. május 25-én ítéletet hirdettek: minden vádlottat bűnösnek találtak, és 1894. május 27-én a bíró két hónaptól öt évig terjedő börtönbüntetésre ítélte őket, köztük Pop de Băsești-et egy évre.
1894. július 28-án a magyar hatóságok betiltották a Román Nemzeti Pártot, arra hivatkozva, hogy a pártnek nincs alapszabálya, és kapcsolatban áll külföldi elemekkel.
Pop de Băsești a váci börtönben töltötte le büntetését, és 1895. augusztus 5-én szabadult. Közben felesége elhunyt, így 1895. június 11-én rövid időre eltávozást kapott, hogy részt vehessen a temetésen.

#### Későbbi politikai tevékenysége
Ioan Rațiu 1902-ben bekövetkezett halála után Gheorghe Pop de Băsești-et választották a Román Nemzeti Párt elnökévé.
1905. január 10-ére Pop de Băsești összehívta a párt országos konferenciáját, ahol elhatározták, hogy felhagynak a politikai passzivitással, és ismét részt vesznek a választási harcban. Az 1905-ös országgyűlési választáson Pop de Băsești Szilágycsehen indult, de a második fordulóban alulmaradt a szabadelvű jelölttel, báró Bornemissza Elemérrel szemben. Ugyanez történt az 1906-os országgyűlési választáson is. 1909-ben az oravicai kerületben indult, ahol a helybeli román pap fia, Iosif Siegescu győzte le.

#### Egyéb közéleti tevékenysége
Noha soha nem hagyott fel a politikával, Gheorghe Pop de Băsești a szülőhelye környékén élő szegénysorsú gyermekekre fordította figyelmét, emellett román nyelvű erdélyi folyóiratokat támogatott (Federațiunea, Lupta, Gazeta de Transilvania) és takarékszövetkezeteket alapított a román lakosság segítésére. 1909-ig hat takarékszövetkezetet vezetett: Aurora (Nagybánya), Chiorana (Nagysomkút), Codreana (Szilágyillésfalva), Sătmăreana (Szinérváralja), Sălăgeana és Silvania (Szilágysomlyó). Tagja volt a nagyszebeni Albina Bank igazgatóságának, és írt egy mezőgazdaságról szóló könyvet.
Az első világháború kitörésekor végrendeletet készített, amelyben 4 millió koronára becsült vagyonát a balázsfalvi görögkatolikus metropolitára hagyta. A végrendelet szerint a hagyatékot mezőgazdasági iskolák és román kulturális intézetek alapítására, ösztöndíjakra és szülőfaluja templomának és iskolájának fenntartására kell felhasználni.

#### A gyulafehérvári nagygyűlés elnöke
Az első világháború vége felé, 1918. október 18-án Wilson elnök 14 pontja hatására és a Román Nemzeti Párt végrehajtó bizottságának nyomására Alexandru Vaida-Voevod képviselő a magyarországi románok önrendelkezési jogát követelte az országgyűlésben. Ezt követően a végrehajtó bizottság megalakította a Román Nemzeti Tanácsot, amely elkezdte szervezni a küldöttek megválasztását a román nemzeti nagygyűlésre.
1918. november 30-án a küldöttnek választott Pop de Băsești magas kora ellenére vonatra szállt, hogy Gyulafehérvárra utazzon Alexandru Kiș, a Román Nemzeti Gárda hadnagya kíséretében. Az utazás nem volt zökkenőmentes: a székelykocsárdi vasútállomáson a Magyar Nemzeti Gárda felgyújtotta a vasúti kocsit.
A gyulafehérvári rendezvényen nagy tömeg gyűlt össze, így nem jutott szállás mindenkinek. Hosszas várakozás után Pop de Băsești és Kis hadnagy egy fűtetlen szobát kaptak a Hungária szállodában. Később csatlakozott hozzájuk Pop de Băseşti veje, Francisc Hossu-Longin, aki Déva képviseletében érkezett.
1918. december 1-jén Iuliu Maniu javaslatára Pop de Băsești-te választották a nagygyűlés elnökévé. A Román Nemzeti Párt vezető tagjaként egyesítette a gyűlés különböző irányzatait, és áthidalte az ellentéteket, így elnökké választása véget vetett a küldöttek közötti rivalizálásnak. Nyitóbeszédében azt hangsúlyozta, hogy az erdélyi és bánsági románok nagy nemzetgyűlésének célja az, hogy megszabaduljanak a múlt kötöttségeitől. Ugyanazon a napon a nagygyűlés határozatot hozott Erdély, a Bánság, Partium és Máramaros egyesüléséről a Román Királysággal, illetve megválasztotta a Román Nemzeti Nagytanácsot, amely 1918. december 2-án létrehozta Erdély, Bánság és Partium kormányzótanácsát. A tanácskozás végén Pop de Băsești az újszövetségi Simeonnak tulajdonított szavakkal búcsúzott: „Mostan bocsátod el, Uram, a te szolgádat, a te beszéded szerint, békességben”, és hozzátette: „mert láttam az én népemnek az üdvösségét.”

## Halála
Miután Pop de Băsești néhány napot a lányánál töltött Déván, a sülelmedi vasútállomásról illésfalvi otthonába vezető úton megfázott, és ágynak esett. Más forrás szerint a fűtetlen szállodában töltött éjszaka során betegedett meg. A betegség végül 1919. február 23-án halálát okozta. Szülőfalujában temették el, sírfelirata az, amivel Gyulafehérváron búcsúzott: „Mostan bocsátod el, Uram, a te szolgádat, a te beszéded szerint, békességben.”

## Emlékezete
1976-ban szülőfalujában megnyitották a Gheorghe Pop de Băsești Emlékházat. 1993-ban róla nevezték el a szilágycsehi szakközépiskolát. A gyulafehérvári nemzetgyűlés centenáriumának tiszteletére a Román Nemzeti Bank emlékérme-sorozatot bocsátott ki; az érmék hátoldalán az Erdély és Románia egyesülésében kiemelt szerepet játszó Ștefan Cicio-Pop, Gheorghe Pop de Băsești, Iuliu Maniu, Vasile Goldiș és Iuliu Hossu arcképe szerepel.

## Fordítás
- Ez a szócikk részben vagy egészben  a   Gheorghe Pop de Băsești című angol Wikipédia-szócikk ezen változatának fordításán alapul.  Az eredeti cikk szerkesztőit annak laptörténete sorolja fel. Ez a jelzés csupán a megfogalmazás eredetét és a szerzői jogokat jelzi, nem szolgál a cikkben szereplő információk forrásmegjelöléseként.
- Ez a szócikk részben vagy egészben  a   Gheorghe Pop de Băsești című román Wikipédia-szócikk ezen változatának fordításán alapul.  Az eredeti cikk szerkesztőit annak laptörténete sorolja fel. Ez a jelzés csupán a megfogalmazás eredetét és a szerzői jogokat jelzi, nem szolgál a cikkben szereplő információk forrásmegjelöléseként.